# Camp de réfugiés d'Azraq
Le camp de réfugiés d'Azraq est un camp de réfugiés de personnes ayant fui la guerre civile syrienne, situé dans le désert à 20 km de la ville d'Azraq en Jordanie. Il est géré par le Haut Commissariat des Nations unies pour les réfugiés en coopération avec le gouvernement jordanien. Il a vocation à être complémentaire avec le camp de Zaatari.

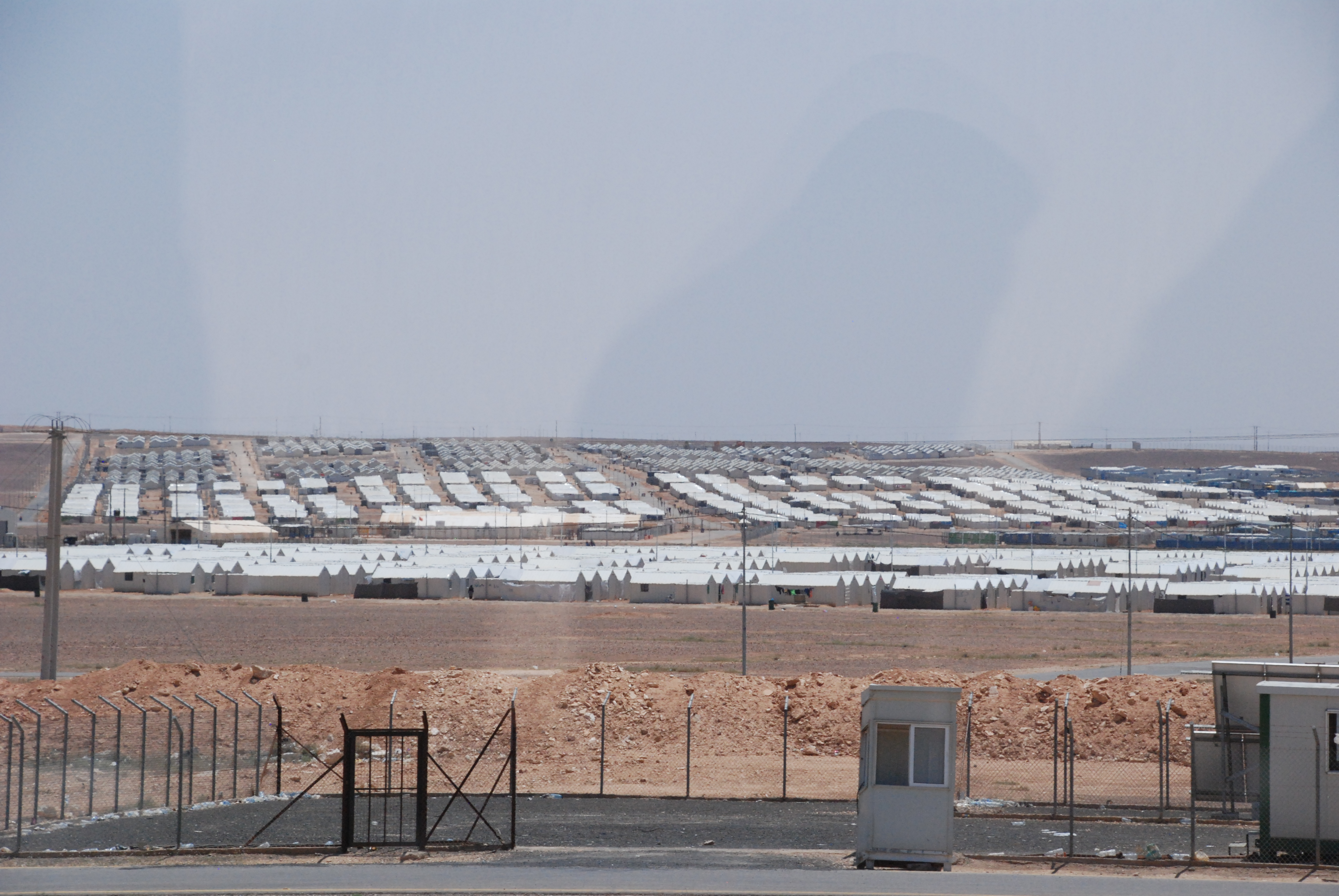
Camp de réfugiés d'Azraq

## Histoire
Sa construction a démarré en mai 2013. Son coût de construction est de 63,5 millions d'euros. Il a ouvert en avril 2014. Le camp a été prévu pour accueillir 50 000 personnes tout en pouvant être étendu pour potentiellement gérer 130 000 personnes. Il a accueilli entre 15 000 et 30 000 personnes lors des premiers mois et comptait 54 422 personnes début septembre 2016, selon la base de données du HCR.
À la suite d'une attaque à la voiture piégée menée le 21 juin 2016 contre un poste militaire jordanien à Rukban, à la frontière avec la Syrie, qui a fait 7 victimes et plusieurs blessés, le Gouvernement jordanien a fermé la frontière avec la Syrie et a déclaré le camp "zone militaire fermée", empêchant ainsi tout mouvement des réfugiés et bloquant également toute aide humanitaire. Cette situation, qui fait craindre une crise sanitaire, préoccupe de nombreuses organisations de la société civile telles qu'Amnesty International ou encore Médecins sans Frontières (MSF).